# Karina taylorianum
Karina taylorianum är en gentianaväxtart som beskrevs av Raymond Boutique. Karina taylorianum ingår som enda art i släktet Karina och familjen gentianaväxter. Inga underarter finns listade i Catalogue of Life.